# Слон та Моська
"Слон та Моська" - радянський мультфільм 1941 року. За однойменною байкою Івана Андрійовича Крилова .

## Сюжет
По вулицях Слона водили,</br> Як видно напоказ -</br> Відомо, що Слони на диво у нас —</br> Так за Слоном натовп роззяв ходив.</br> Звідки не візьмись, назустріч Моська ім.</br> Побачивши Слона, ну на нього кидатися,</br> І гавкати, і верещати, і рватися,</br> Ну, так і лізе у бійку з ним.</br> "Сусідка, перестань соромитися, -</br> Їй шавка каже, - чи тобі зі Слоном поратися?</br> Дивись, ти хрипиш, а він собі йде.
Вперед</br> І гавкання твого зовсім не примічає". -</br> "Ех, ех!, - їй Моська відповідає:</br> "Ось те мені і духу надає,</br> Що я, зовсім без бійки,</br> Можу потрапити у великі забіяки.</br> Нехай же кажуть собаки:</br> "Ай, Моська! знати вона сильна,</br> Що гавкає на Слона!</br> Крилов, Іван Андрійович

## Актори озвучування (ні в титрах)
- Леонід Пирогов - дворняга
- Сергій Мартінсон - Моська